# Миливоје С. Лозанић
Миливоје С. Лозанић (Београд, 24. април 1878 — Београд, 25. новембар 1963) био је српски хемичар и универзитетски професор.

## Биографија
Рођен је 1878. године као син хемичара Симе Лозанића и Станке, рођене Пачић. После две године студирања на Великој школи у Београду, студирао је на Универзитету у Берлину где је и докторирао. Био је асистент на Универзитету у Данцигу, а затим изабран за професора Филозофског, односно Природно-математичког факултета у Београду. За доцента је изабран 1908. године и предавао је стереохемију и аналитичку хемију. Током 1924. године је преузео и наставу органске и неорганске хемије од свог оца професора Симе Лозанића. Био је декан Филозофског факултета Универзитета у Београду 1935-37. Био је један од чланова редакције енциклопедије Свезнање.
Његови главни научни радови су били из органске хемије (кондензација амино-алдехида, лактона с алдехидима и кетонима итд.). Радио је и на аналитичкој хемији и усавршавању хемијских апарата.
Унапредио је наставу хемије. Спровео је реформу експерименталног рада и практичне наставе хемије на Универзитету, по угледу на европске хемијске институте, као први доцент ове групе (1908). Први је дао синтезу цинхолоипонске киселине као дела структуре алкалоида цинхонина и извршио низ других органских синтеза.
По завршетку Другог светског рата 1945. године на Катедри за хемију ПМФ-а били су само редовни професор Миливоје Лозанић, ванредни професор Вукић Мићовић и асистент Сергије Лебедев. Пензионисао се 1955. године.
Био је ожењен Олгом Грујић, дворском дамом, кћерком генерала Саве Грујића. Имали су две кћерке, Станку и Милицу. Станка је удата за Патрика Мејтленда, ерла од Лодердејла (en:Patrick Maitland, 17th Earl of Lauderdale).